# Liste der Monuments historiques in Uttwiller
Die Liste der Monuments historiques in Uttwiller führt die Monuments historiques in der französischen Gemeinde Uttwiller auf.

## Liste der Bauwerke
| Bezeichnung   | Beschreibung              | Standort                              | Kennzeichnung | Schutzstatus | Datum | Bild |
| ------------- | ------------------------- | ------------------------------------- | ------------- | ------------ | ----- | ---- |
| Napoleonsbank | Ruhebank; Sandstein, 1854 | östlich des Ortes an der D 234 (Lage) | PA00085204    | Inscrit      | 1988  |      |